# Машина Поста
Маши́на По́ста — абстрактная вычислительная машина, предложенная Эмилем Постом в 1936 году, создана независимо от машины Тьюринга, но сообщение о машине Поста опубликовано на несколько месяцев позднее. Отличается от машины Тьюринга большей простотой, притом обе машины алгоритмически «эквивалентны» и обе разработаны для формализации понятия алгоритма и решения задач об алгоритмической разрешимости, то есть, демонстрации алгоритмического решения задач в форме последовательности команд для машины Поста.

## Принцип работы
Машина Поста состоит из каретки (или считывающей и записывающей головки) и разбитой на ячейки бесконечной в обе стороны ленты. Каждая ячейка ленты может находиться в 2 состояниях — быть либо пустой — 0, либо помеченной меткой 1. За такт работы машины каретка может сдвинуться на одну позицию влево или вправо, считать, изменить символ в своей текущей позиции.
Работа машины Поста определяется программой, состоящей из конечного числа строк. Для работы машины нужно задать программу и её начальное состояние (то есть состояние ленты и позицию каретки). Кареткой управляет программа, состоящая из пронумерованных не обязательно упорядоченных строк команд, если в каждой команде указана строка, на которую нужно перейти. Обычно принимается, что если в команде переход не указан, то переход происходит на следующую строку. Каждая команда имеет следующий синтаксис:
i. K j
где i — номер команды, K — действие каретки, j — номер следующей команды (отсылка).
Всего для машины Поста существует шесть типов команд:
- V j — поставить метку, перейти к j-й строке программы;
- X j — стереть метку, перейти к j-й строке;
- ← j — сдвинуться влево, перейти к j-й строке;
- → j — сдвинуться вправо, перейти к j-й строке;
- ? j1; j2 — если в ячейке нет метки, то перейти к j1-й строке программы, иначе перейти к j2-й строке;
- ! — конец программы («стоп», останов).

В команде «стоп» переход на следующую строку не указывается.
После запуска программы возможны варианты:
- работа может закончиться невыполнимой командой (стирание несуществующей метки или запись в помеченное поле);
- работа может закончиться командой «стоп»;
- работа никогда не закончится.

## Пример
Для сложения и вычитания натуральных (целых неотрицательных) чисел P и Q их можно представить на ленте набором из P и Q единиц, отделённых друг от друга одним нулём; пусть исходное положение каретки находится на крайней левой «1» группы единиц Q (помечено символом «⇓»):
         ⇓
…00111110111000…
   ╚═══╝ ╚═╝
     P    Q
Сложение двух чисел тривиально — достаточно поставить «1» между числами и стереть одно крайнее правое «1» у представления Q.
Программа вычитания таких чисел состоит из последовательного изменения крайних левых «1» у представления Q и правых «1» у представления P. В начале программы каретка установлена на крайнюю левую «1» у Q:
1. ←      — шаг влево
2. ? 1; 3 — если в ячейке пусто, перейти к 1-шагу, если нет — к 3
3. X      — удалить метку
4. →      — шаг вправо
5. ? 4; 6 — если в ячейке пусто, перейти к 4-шагу, если нет — к 6
6. X      — удалить метку
7. →      — шаг вправо
8. ? 9; 1 — если в ячейке пусто, перейти к 9 шагу, если нет — к 1
9. !      — конец
В 5-й строке возможно зацикливание, если {\displaystyle Q>P}.